# Live MCMXCIII
Live MCMXCIII ("1993" med romerska siffror) är ett livealbum av The Velvet Underground, utgivet 1993.
I slutet av 1992 återförenades originaluppsättningen av The Velvet Underground, bestående av Lou Reed, John Cale, Sterling Morrison och Maureen Tucker. Denna uppsättning av gruppen hade då inte spelat ihop sedan 1968, då Cale lämnade. Under 1993 genomförde de en turné i Europa och livealbumet spelades in under tre konserter, 15, 16 och 17 juni, i Paris. Två versioner utgavs, en fullständig på två skivor och en nerkortad version på en skiva.
Albumet innehåller två nya låtar, "Velvet Nursery Rhyme" och "Coyote".

## Låtlista

### Skiva ett
1. "We're Gonna Have a Real Good Time Together" - 3:13
2. "Venus in Furs" - 5:19
3. "Guess I'm Falling in Love" - 3:08
4. "After Hours" - 2:41
5. "All Tomorrow's Parties" - 6:36
6. "Some Kinda Love" - 9:06
7. "I'll Be Your Mirror" - 3:06
8. "Beginning to See the Light" - 4:59
9. "The Gift" - 10:33
10. "I Heard Her Call My Name" - 4:37
11. "Femme Fatale" - 3:23

### Skiva två
1. "Hey Mr. Rain" - 15:41
2. "Sweet Jane" - 5:21
3. "Velvet Nursery Rhyme" - 1:31
4. "White Light/White Heat" - 4:21
5. "I'm Sticking With You" - 3:23
6. "Black Angel's Death Song" - 4:12
7. "Rock and Roll" - 6:13
8. "I Can't Stand It" - 4:21
9. "I'm Waiting for the Man" - 5:15
10. "Heroin" - 9:59
11. "Pale Blue Eyes" - 6:14
12. "Coyote" - 5:25

## Medverkande
- John Cale - bas, keyboard, viola, sång på "All Tomorrow's Parties", "The Gift", "Femme Fatale" och "I'm Waiting for the Man"
- Sterling Morrison - bas, gitarr
- Lou Reed - gitarr, sång
- Maureen Tucker - trummor, sång på "After Hours" och "I'm Sticking With You"

## Källhänvisningar
1. ↑  "Live MCMXCIII". Allmusic.com. Läst 31 januari 2015. (engelska)